# Joaquín Revuelta
Joaquín Revuelta (Puente San Miguel, España, 1757 - La Paz, Audiencia de Charcas, 1814) fue un militar español del Ejército Realista en América durante las Guerras de Independencia Hispanoamericanas.  Es conocido por controlar la región del río Boopi y reducir a los mosetenes entre 1795 y 1797.

## Origen y primeros años
Joaquín Ramón Revuelta Velarde y Sánchez de la Barreda nació en el Puente San Miguel, en el municipio de Reocín, España el 8 de octubre de 1757 y bautizado dos días después. Hijo de Vicente Revuelta Velarde y Gutiérrez de la Rasilla y de Francisca Antonia Sánchez de la Barreda y Sánchez, miembro de una familia noble del valle de Reocín y por tanto considerado hidalgo. Su madre estaba emparentada con el primer conde de Vallehermoso.  
Sus abuelos Joaquín de Revuelta y Blanco Velarde y María Gutiérrez de la Rasilla y Blanco Velarde fueron censados como nobles en 1753. Ambos fueron primos hermanos y descendientes de Juliana de Velarde, miembro de la Casa de Velarde, una de las más antiguas y nobles familias de la región. Su ancestro Juan de Velarde fue nombrado caballero de la Orden de la Banda en 1330 por el rey Alfonso XI de Castilla. Esto hizo que Joaquín de Revuelta heredase el apellido Velarde a sus hijos y nietos con la intención de elevar su estatus. 
Su padre, Vicente Revuelta, se trasladó al Virreinato del Río de La Plata en la década de 1750, en 1756 regresó a España para casarse el 21 de noviembre de aquél año. En la década de 1770 vuelve al virreinato con su esposa y sus dos hijos, Joaquín y José. Según sus contemporáneos, ambos jóvenes eran de regular estatura, complexión fuerte, ojos azules y cabellos claros. Se asentaron en Buenos Aires, para 1776 Vicente ya poseía un almacén en la ciudad y se dedicó al comercio que existía entre la capital del virreinato y las regiones del interior, principalmente por el contacto que tenían con su pariente Lorenzo Revuelta, dueño de una de las principales haciendas en la región de Jujuy y que llegaría a comandante del fuerte y presidio de Nuestra Señora del Rosario de Ledesma entre 1781 y 1789.
Vicente Revuelta murió en 1780 en Buenos Aires, dejando a su hijo Joaquín de 23 años encargado de los negocios familiares. Éste procuró una buena educación para su hermano Francisco José, nacido el 29 de diciembre de 1761, fue enviado a la Universidad de Córdoba donde estudió teología, derecho civil y canónigo siendo licenciado el 4 de julio de 1788posteriormente realizó estudios en la Universidad Mayor Real y Pontificia San Francisco Xavier de Chuquisaca donde obtuvo su doctorado en cánones el 7 de junio de 1790.
Joaquín amplió la distribución de mercadería, que incluía desde vino y efectos de Castilla hasta esclavos llegados de África. Así se registró su paso por Tucumán donde vendió un negro bozal  (que solamente habla en su lengua y todavía no aprende español) de nombre Juan de 19 años a don Ignacio Corral en 1784. También se tiene registro de que llevaba cantidades de metales preciosos desde Potosí hasta Buenos Aires y los enviaba a Cádiz hacia 1786. Es posible que haya decidido trasladarse a la ciudad de Potosí, pues en 1790 tenía uno de los principales almacenes con un capital de 50.000 pesos.  

## Autoridad colonial
Gracias a la fortuna producida por los negocios y a su origen noble, Joaquín logró hacer amistad con influyentes autoridades. Una de ellas, el intendente de La Paz, Juan Manuel Alvares, que lo propuso como Subdelegado del Partido de Chulumani en 1792. El virrey Nicolás de Arredondo aceptó la propuesta y nombró a Joaquín Revuelta como Juez Real y Subdelegado del Partido de Chulumani el 26 de septiembre de ese mismo año. Joaquín se encontraba en Potosí atendiendo sus negocios y se encaminó a Chulumani donde juró su cargo el 10 de diciembre. El partido de Chulumani era el más rico de toda la Intendencia de La Paz y le aseguraban a Revuelta un salario de 2000 pesos anuales.
Dentro de las dificultades que el nuevo Subdelegado encontró en el Partido de Chulumani se destacó la precariedad del transporte, era sabido que en toda la región del Perú y el Alto Perú la falta de mulas hacía que tanto los viajes como el comercio se vieran seriamente afectados. Escribió al Intendente de La Paz haciéndole conocer que hasta el envío de tributos se retrasaba por esta razón, también informó del abuso que cometían los comerciantes hacia los indígenas a quienes les obligaban a rebajar el precio de la coca para intercambiarla por esos animales. Varios subdelegados se reunieron con el Intendente de La Paz don Antonio Burgunyó y Juan con la idea de vender mulas a precios especiales a los indígenas, estableciendo el precio de 27 pesos por cada animal. Esto trataba de disminuir la crisis del transporte pero no se puso en práctica.
En 1794 se reúne con los padres franciscanos Fray Agustín Martí y Fray José Torquera que se encontraban en misión de evangelizar a los mosetenes que vivían cerca al río Boopi. Ambos padres se dedicaban a evangelizar a los indígenas que llegaban a Chulumani para intercambiar productos en algunas estaciones del año, pero aseguraban que su labor sería mucho más beneficiosa si pudiesen llegar a los asentamientos que tenían estos indígenas a orillas de los ríos La Paz y Tamampaya. Revuelta se compromete a colaborar con la misión a pesar de no contar con recursos para ello. 
En enero de 1795 escribe al virrey en Buenos Aires informando sobre la importancia de la apertura de camino entre el pueblo de Chulumani con los asentamientos de mosetenes, según Revuelta la distancia que los separa es de 20 o 30 leguas, unos 150 kilómetros. El subdelegado solicita fondos por el valor de 6000 pesos para abrir este camino al pueblo de los mosetenes con el fin de ayudar en la evangelización de esta gente, pero también indica que la zona puede esta plagada de riquezas en oro y demás recursos como los que se habían encontrado en Tipuani. Sin embargo, las autoridades no conceden los fondos necesarios para la apertura del camino.
En octubre de 1795 Fray Agustín Martí escribe a Revuelta reportando la muerte de Fray Juan Barrientos en la misión de San Francisco de Mosetenes, establece el claro abandono de las misiones por las autoridades y menciona que son atacados por otras naciones con las que los mosetenes están en guerras constantes. Producto de estas guerras lamenta también la muerte de Fray Lázaro Agramonte que fue asesinado por una de esas tribus rivales. Fray Agustín menciona que su compañero Fray Isidro Callejas se ha retirado a La Paz ante los peligros que sufrió, también indica que en cuatro ocasiones ha solicitado auxilio al subdelegado y éste siempre ha respondido con el mayor apoyo posible, el franciscano espera que una vez más el subdelegado le brinde ayuda pues de lo contrario él también abandonaría la misión.
Revuelta escribe al virrey en Buenos Aires donde informa sobre las decisiones que tomó respecto al auxilio solicitado por Fray Agustín. Indica que llevó víveres, herramientas y vestidos a las 39 familias que habitan en la misión, agregó también que ante la apremiante situación ha visto por conveniente realizar la apertura de camino inmediatamente corriendo con todos los gastos de su propio dinero. En noviembre de 1795 el virrey del Río de la Plata, don Pedro Melo de Portugal, responde a Revuelta ordenando que brinde todo auxilio y subsistencia a estas misiones,  el virrey también escribe al Intendente de La Paz ordenando que se tomen todas las medidas necesarias para mejorar la situación de las misiones franciscanas.
El subdelegado anuncia a Fray Agustín que los trabajos para la apertura de camino iniciarán al pasar la temporada de lluvias, mientras tanto le asigna al religioso 8 hombres que lo deben acompañar a hacer contacto con los mosetenes antes de que éstos se vuelvan a internar en la selva. En 1796 se da inicio a la apertura de camino mientras Revuelta trata de conseguir apoyo de La Paz a donde lleva 3 mosetenes para llamar la atención de las autoridades y conseguir los fondos necesarios. 
En abril de 1797 la Intendencia de La Paz aprueba un monto de 1500 pesos, 25 fusiles y algunas herramientas para apoyar el trabajo del subdelegado. Revuelta logra su cometido en octubre de aquel año, el camino esta abierto por lo que las misiones franciscanas quedaban aseguradas, ahora se dedica a explorar la zona. Realiza un trabajo cartográfico importante y envía sendos informes al ministro Manuel Godoy haciéndole saber del éxito de su empresa. En uno de estos informes el subdelegado menciona que se encontró con los vestigios de un camino existente que partía de la confluencia del río La Paz y el río Tamampaya en dirección hacia el pueblo Bopi, actualmente se cree que este pudo ser un camino incaico. Aquel año Fray Agustín escribe a sus superiores informando de la buena situación de las misiones y mencionando a Revuelta como conquistador de los Bopis y mosetenes.
El subdelegado había ganado fama y era estimado por las autoridades del virreinato debido a la hazaña conseguida. Sin embargo, también había despertado la animosidad de ciertos personajes en la ciudad de La Paz. Existían comentarios mal intencionados, se decía que el subdelegado extraía oro ilegalmente durante la apertura del camino y abusaba de la población indígena en su Partido. En 1797, don Antonio Burgunyó y Juan, intendente de La Paz trató de imponer un nuevo subdelegado recordándole a Revuelta que había concluido el quinto año en el cargo y por tanto debía cederlo. El subdelegado escribió a Buenos Aires preguntando al virrey si el intendente tenía la potestad de nombrar una nueva autoridad o debía esperar a que el virreinato envíe un reemplazo. Ese mismo año fue acusado por el hacendado don Pedro Indaburu y el sacerdote José Toledo de haber cometido "multitud de crímenes, abusos y transgresiones" contra los indios de Yungas. Según la acusación, Revuelta obligaba a los indios de los pueblos de Yanacachi, Milluhuaya y Chupe (actual Villa Aspiazu) a trabajar de manera forzada en su hacienda San Agustín sin descansar los domingos, por lo que no tenían oportunidad de asistir a misa. El intendente de La Paz también lo acusó  de jamás haber demostrado en qué usó los 1.500 pesos que la Intendencia le había otorgado y que en realidad el subdelegado había obtenido de las arcas públicas hasta 11.000 pesos, también afirmaba que los mosetenes no existían en aquélla región y que Revuelta se dedicaba a explotar el oro que seguramente encontró en esas tierras o finalmente beneficiaba solamente sus haciendas con la apertura de camino. 
Revuelta fue arrestado en Chulumani en diciembre de 1797 y quedó detenido en la casa de gobierno del pueblo, en enero de 1798 logró escapar hacia la ciudad de La Paz donde pidió asilo en el arzobispado. La situación era delicada, pues con la denuncia de abuso hacia los indios, el Intendente tuvo la oportunidad de suspender a Revuelta de su cargo y en su lugar nombró a don José de Arze.
En 1798, Revuelta envía un memorial y varios testimonios al rey con su detallada participación en apoyo a los misioneros franciscanos.  En la ciudad de La Paz recibió la ayuda de amigos como don Remigio de la Santa y Ortega, obispo de La Paz y de don Gabriel de Avilés y del Fierro, marqués de Avilés y virrey del Río de la Plata, también de su hermano Francisco José Revuelta que fungía como alcalde de segundo voto de la ciudad de Montevideo. El obispo escribía que Revuelta había demostrado que los 1.500 pesos que se le habían asignado los usó en la apertura del camino hacia el pueblo Bopi, comprando herramientas, alimentos y armas, La Santa afirmaba que Revuelta jamás recibió la cantidad de 7.000 pesos. Además él mismo afirmó ver a varios de los mosetenes que Revuelta llevó a La Paz como muestra de su existencia y ponía también como testigo a don Diego Quint y Fernández Dávila, hermano del Marqués de San Felipe el Real de Chile, quien estuvo con él en ese momento. La Santa indicaba también que estaba dentro de su autoridad disciplinar a Revuelta por evitar que los trabajadores de sus haciendas asistan a misa y no estaba dentro de la autoridad del Intendente. El virrey del Río de la Plata sabía que solo él podía nombrar o destituir a los subdelegados, pero tratándose de una acusación de abuso contra los indios prefirió enviar el asunto a Madrid, mencionando el apoyo de Revuelta a las misiones franciscanas. El proceso duró hasta 1799 cuando llegó una Real cédula del rey Carlos IV de España refrendada por don Silvestre Collar, Secretario del Consejo de Indias; en la cual don Joaquín fue confirmado en el cargo de Subdelegado del partido de Chulumani hasta el año 1804 mientras que José de Arze debía ocupar otro partido. Esta decisión fue promovida principalmente por su colaboración con las misiones franciscanas que tuvieron gran importancia luego de la expulsión de los jesuitas. Revuelta fue sucedido en el cargo por don Fernando Biredique en diciembre de 1804.

## Terrateniente
Era costumbre entre las grandes familias de la época otorgar una dote a las hijas con el fin de casarlas adecuadamente. Revuelta se casa el 20 de marzo de 1793 con una criolla, doña María Manuela Díaz del Castillo, hija del coronel Julián Antonio Díaz del Castillo que fue subdelegado de Chucuito y de doña María Manuela Sanjurjo. Dentro de la dote estaba considerada una hacienda en la región de los Yungas, la propiedad se llamaba Pirras y se encontraba cerca del pueblo de Chirca. María Manuela tuvo un hermano de nombre Ángel que se fue a hacer carrera militar a España y se destacaría en la Guerra de la Independencia Española. El 5 de noviembre de 1794 María Manuela dio a luz una niña que es bautizada al día siguiente con el nombre de Manuela. El 8 de noviembre la nueva madre asiste a misa en la iglesia de San Bartolomé de Chulumani, parecía haberse recuperado del parto, pero aquella tarde muere repentinamente en su casa. 
Viudo y con una hija recién nacida, Revuelta buscó pronto una nueva esposa y el 25 de julio de 1795 se casa con la criolla María Josefa Díez de Medina y Calderón de la Barca, era la última hija del Sargento mayor Francisco Tadeo Diez de Medina y Tarazona y de doña María Francisca Calderón de la Barca y Feliz de Agüero. María Josefa nació en La Paz el 21 de abril de 1760, se casó a los 14 años con el Familiar del Santo Oficio Juan Gómez Zapata de quien enviudó en 1793.
Resultó un matrimonio muy ventajoso para Revuelta, pues María Josefa manejaba toda la fortuna y propiedades que había terminado de heredar de sus padres en 1790, poseía una casona en la ciudad de La Paz y la hacienda Santo Tomás cerca de Coripata por la que había luchado judicialmente contra su cuñada Juana de la Sota y Parada en 1793. Poseía además dos esclavas personales y una importante colección de joyas que incluían un collar de perlas con una cruz de diamantes engastado en oro, dos pares de zarcillos de diamantes, dos pulseras de diamantes montadas en plata y otras joyas en perlas y diamantes que ascendían a la cifra de 3000 pesos. El hermano de María Josefa, José Antonio Diez de Medina, fungía como alcalde de La Paz en 1795. La boda se celebró en Chulumani a donde María Josefa se trasladó escoltada por el procurador Eugenio del Portillo y acompañada de sus dos fieles esclavas.
Una vez casada María Josefa trató de comprar la hacienda San Félix, también cerca de Coripata, que fue propiedad de su difunto hermano Jacinto Diez de Medina, esposo de María Vicenta Ortiz de Foronda a la que se le adelantó la suma de 1000 pesos pero dicha compra no llegó a concretarse.   
El año de 1796 María Josefa figura como madrina de bautizo de Francisco Mamani, hijo de Martín Mamani Romero, cacique de Chulumani, y de Manuela Diez de la Guardia. Esto demuestra la buena relación que se pretendía tener entre las autoridades coloniales y las autoridades indígenas de la región. Además, la misma Manuela Diez de la Guardia era hija del español Francisco Diez de la Guardia, mostrando el mestizaje que se daba entre europeos e indígenas durante la época.   
En 1797 quedó registrada la compra de 3 esclavos adicionales para el servicio doméstico por parte de María Josefa, se trataba de una negra de nombre Catalina y sus dos hijos, un varón y una mujer, el precio fue de 1130 pesos. Ese mismo año Revuelta arrendó en el altiplano la hacienda de Chacoma a doña Catalina Murillo por el periodo de 3 años en la cantidad de 240 pesos anuales. 
Además de la dote que controlaba por sus matrimonios, Revuelta poseía haciendas cerca de Chulumani, Chirca (Hacienda San Agustín) y Yanacachi. El administrar 5 haciendas en los Yungas lo convirtió en uno de los hacendados más influyentes de la región y compaginaba la producción de éstas con la que arrendó en el altiplano. Se conoce que al menos tenía 200 trabajadores repartidos en sus haciendas entre esclavos y servidumbre indígena. En una carta que Revuelta escribió al virrey en Buenos Aires en noviembre de 1809 indicaba que se tenían registradas 308 haciendas en la región de Yungas con una producción de 250.000 cestos de coca anuales que eran enviados principalmente a las minas.
En 1799 Revuelta continuaba con el comercio de productos de Castilla, esto le permitió tener un buen ingreso económico de varios miles de pesos. Es conocido el caso de Josefa León, que contrajo una deuda de 3.270 pesos con Revuelta cuando adquirió varios productos y al no poder pagarlos tuvo que rematar algunas de sus propiedades, entre ellas una esclava de 12 años de nombre María Graciana, que fue vendida a Isabel Olivera por la suma de 445 pesos. Esta suma llegó a manos a Revuelta como parte de pago de la deuda de Josefa León.
En 1803 quedó registrado junto a su esposa como padrinos de la boda del hacendando Gregorio García Lanza y María Manuela Campos y Seminario. También fue padrino de la primera hija de este matrimonio, María Ángela, el 3 de abril de 1804.

## Revolución de La Paz
Para finales de1804 fue nombrado síndico procurador y en 1805 se lo nombró alcalde de la Santa Hermandad, cargo que le aseguraba un asiento en el cabildo de la ciudad de La Paz. Ese año formó parte del Regimiento de Voluntarios que fue creado para no dejar sin protección a la ciudad de La Paz, ya que se había enviado al batallón de veteranos a La Plata. En 1807 el nuevo intendente Tadeo Dávila ordenó el regreso de los veteranos y se formó el Batallón de Milicias donde Revuelta figuraba con el rango de capitán.  
El 16 de julio de 1809 la ciudad de La Paz es sorprendida por un levantamiento de los ciudadanos en contra de las autoridades coloniales establecidas. Al atardecer de aquél día mucha gente se reunía en la plaza y los ánimos estaban caldeados. El obispo don Remigio de la Santa y Ortega y otras autoridades piden a la población permanecer en sus casas. Revuelta encuentra a don Gregorio García Lanza con dirección a la plaza de armas, haciendo valer su autoridad militar lo acompañan de regreso a su vivienda evitando que éste se una a los sublevados de manera inmediata. 
Por la noche la sublevación es general, se atacan las casas de las autoridades europeas y se los obliga a asistir al cabildo en la plaza de armas. Revuelta se resiste a asistir a tal acto y es arrastrado hacia la plaza por la muchedumbre que lo ingresa al cabildo pasada la media noche siendo obligado a representar los intereses generales, luego de dar fe de lo acontecido en el cabildo logra regresar a su casa en una especie de arresto. 
Revuelta permanece en la ciudad vigilado por las nuevas autoridades. Consigue permiso para visitar sus haciendas en compañía de su familia y sale de la ciudad el 8 de septiembre de 1809. Habiendo mantenido correspondencia con el alcalde de Irupana don Esteban Cárdenas quien logró liberar a los caciques leales a la corona en aquel pueblo, acordaron reunirse allí y formar la resistencia contra los revolucionarios.

## Defensa de Irupana
Revuelta y Cárdenas habían escrito al obispo La Santa, quien había sido expulsado a Millocato, y lo invitaron a unirse a ellos en Irupana. Muchos otros europeos fueron contactados para unirse todos en aquel pueblo y hacer frente a los revolucionarios.
Las fuerzas revolucionarias al mando de Manuel Victorio García Lanza se organizaron para atacar Irupana y derrotar a los realistas, dirigiéndose el 12 de septiembre rumbo a esa población con 2000 hombres.
El obispo llegó el 23 de septiembre a Irupana y comenzó a organizar a las fuerzas realistas. Cerca de 500 españoles llegaron al lugar para defender la autoridad de la corona. El 26 de septiembre, La Santa anunció la excomunión de todos los líderes revolucionarios. El obispo también escribió al Intendente de Cochabamba clamando por ayuda, el Intendente logra enviar pocas armas y municiones. Sin embargo, la munición enviada es más grande de la que puede caber en los fusiles realistas. Se decide fundir la munición y volver a fabricarla consiguiendo mayor cantidad de esta.
El 11 de octubre, 20 escopeteros que defendían el camino hacia Irupana fueron obligados a retirarse por las tropas revolucionarias. El día 12 las fuerzas de Lanza tomaron los altos de Chicaloma, Revuelta decide salir con una columna a enfrentar a los revolucionarios al día siguiente pero todo resultó en una escaramuza. Los defensores de Irupana eran 600 aproximadamente.
Lanza decidió negociar con el obispo, le solicitó levantar la excomunión y que él pueda ingresar al pueblo para recibir la absolución, el obispo se niega. Lanza pide una conferencia al obispo fuera del pueblo, el 14 de octubre La Santa sale al encuentro de Lanza pero lo hace tan bien protegido que los revolucionarios no se arriesgan a atacarle. Lanza decide retroceder a Chulumani y organizar a sus hombres nuevamente. En esta etapa los defensores de Irupana deciden evacuar a las mujeres y niños que existían ahí y los envían hacía Cochabamba.
El 20 de octubre Lanza vuelve a tratar de tomar Irupana, organiza a sus tropas para rodear el poblado pero las lluvias de aquellos días retrasan su movimiento y recién el 25 de octubre tiene a sus hombres en posición.
El 26 de octubre a las 6 de la mañana Lanza ordena iniciar el ataque, a las 9 de la mañana lograba incendiar algunas viviendas y ordenaba cortar el suministro de agua al pueblo. Los sitiados logran evitar el corte de agua pero el ataque de las fuerzas de Lanza era muy fuerte como para resistir mucho tiempo. A la 1 de la tarde Revuelta reúne a sus hombres y trata de romper las líneas enemigas pero es rechazado, luego intenta un ataque por la pampa de Churiaca y tampoco lo consigue. A las 2 de la tarde llegan refuerzos para Lanza al mando de Apolinar Jaén que venía desde Coroico. Los realistas intentan un último ataque al mando de don Francisco Soliz y el mismo Revuelta, esta vez consiguen romper las filas enemigas. Lanza pierde alrededor de 400 hombres pero los sitiados también tienen gran número de bajas.
Las tropas realistas, viendo reducido su número, deciden dejar Irupana y concentrarse en el poblado de Suri. Cárdenas se queda a cargo de la defensa de Irupana, donde se conoce la noticia de que el ejército realista ocupó La Paz con 5000 hombres al mando de don José Manuel de Goyeneche. Rápidamente toma contacto con ese ejército que le envía 550 hombres bien armados al mando de Domingo Tristán. Este ejército logra derrotar definitivamente a Lanza en la batalla de Chicaloma el 11 de noviembre, Revuelta no participó en esta batalla pues se lo envió hacía Cañamina para buscar caballos y refuerzos.
A finales de noviembre de 1809 Revuelta escribe al virrey en Buenos Aires, dando detalles de la situación que se vivió con el levantamiento revolucionario, es aquí donde eleva el número de las tropas de Lanza hasta 9000 hombres, pero actualmente se cree que fueron 2000 los atacantes. En la misma carta asegura que los sublevados pretendía formar una colonia independiente en aquellas tierras. Finalmente por la destacada participación en la defensa de Irupana, el capitán Revuelta es elevado al rango de coronel a pesar de las protestas de Cárdenas quien pretendía recibir dicha distinción. 
Entre diciembre de 1809 y enero de 1810 todos los dirigentes de la revolución de La Paz son arrestados y ajusticiados.

## Guerra en el Alto Perú
En 1810 Revuelta decide continuar con su exploración de la región de los Yungas, incluso logra cartografiar la zona y envía esa información a Buenos Aires. Pero en la capital del virreinato estalla la revolución en mayo de aquel año.
El virrey del Perú, don José Fernando de Abascal, anuncia que todo el Alto Perú queda bajo administración de Lima hasta que las autoridades en Buenos Aires sean restablecidas. El 13 de julio de 1810 se crea un ejército al mando de José Manuel de Goyeneche para sofocar la insurrección en el Virreinato del Río de la Plata. 
Los revolucionarios organizan un ejército que marcha hacia el Alto Perú, mientras tanto las ciudades de Cochabamba y Chuquisaca se unen a la revolución en septiembre de 1810, le sigue la ciudad de Oruro en octubre de aquel año. El 7 de noviembre se libra la Batalla de Suipacha, los revolucionarios logran controlar el Alto Perú y Goyeneche decide negociar con el bando revolucionario. 
Toda realista que existía en La Paz, conociendo su derrota en Suipacha, decidió dejar la ciudad y marchar hacia el Virreinato del Perú. Muchos de ellos llegaron a Arequipa donde Revuelta deja a su familia y se dirige a Puno para servir en el ejército de Goyeneche. 
El 14 de mayo de 1811 se acuerda un armisticio por 40 días, Goyeneche aprovecha este tiempo para recibir refuerzos y organizar a sus hombres. Juan José Castelli, líder del ejército revolucionario, se asienta en La Paz y planea invadir las provincias de Puno y Arequipa. 
Goyeneche se adelanta y cruza el río Desaguadero, entrando en el Alto Perú organiza su ejército para el ataque. Revuelta recibe el mando de 200 hombres, 25 jinetes y 2 cañones ordenándole cubrir el estrecho de Tiquina. Se conoció que los revolucionarios pensaban atacar el 22 de junio, por lo que el 20 de junio Goyeneche decide atacar primero y se produce la Batalla de Huaqui. Resultando una victoria para Goyeneche aquel día.
El 21 de junio, el capitán revolucionario Esteban Hernández se presenta en Tiquina con 300 hombres y 3 cañones haciendo frente a Revuelta que no duda en atacar, los revolucionarios son derrotados haciendo completa la victoria del ejército realista.Goyeneche se adentra en el Alto Perú sofocando la revolución a su paso y deja a don Joaquín en La Paz como comandante de la plaza al mando de 500 hombres. En agosto de 1811 se produce el Asedio de La Paz, los pueblos de Pacajes, Omasuyos y Sica Sica rodean la ciudad y la atacan repetidamente. Revuelta defiende la ciudad junto al gobernador Domingo Tristán y Moscoso y logran resistir hasta la llegada de las tropas de Pedro Benavente y Jerónimo Marrón de Lombera. 
En junio de 1812 Tristán envía a Revuelta hacia Inquisivi para someter a los rebeldes en la zona, esto era parte del plan de Goyeneche para controlar la región y poder marchar con sus tropas contra la junta de Buenos Aires. Revuelta y su tropa de 800 soldados estaban de paso en Sica Sica el 2 de junio, donde son atacados por Baltasar Cárdenas, José Miguel Lanza y Alejo Castillo con sus 1300 hombres. La batalla era encarnizada pero Revuelta ya había experimentado este tipo de combate en Irupana y La Paz, ordenó despejar una de las calles del pueblo para que los revolucionarios ingresaran creyendo que los realistas se retiraban. Castillo era el más entusiasta y dirigió a sus hombres hasta llegar a la plaza, pero ahí cayó muerto por el disparo de un oficial español, Revuelta había logrado emboscarlos. Lanza es herido en una pierna y viendo a sus tropas perdidas huye del lugar, los revolucionarios perdieron casi 1000 hombres, los realistas lograron atrapar 150 caballos y 27 prisioneros que fueron fusilados ese mismo día en el pueblo. Revuelta estaba convencido de haber acabado con la insurrección en la región y volvió a La Paz con sus fuerzas casi intactas. Lanza tuvo que reclutar hombres nuevamente y le tomó un año volver a levantar las armas en lo que sería la Republiqueta de Ayopaya.
En 1813 sucede un hecho impensable, Goyeneche renuncia como comandante del ejército y se marcha a España, el virrey Abascal nombra inmediatamente a don Joaquín de la Pezuela como nuevo comandante. Éste llega al Alto Perú en abril y reorganiza las tropas, nombra a Revuelta comandante y gobernador de la ciudad de Oruro al mando de 200 hombres, 100 jinetes y 8 piezas de artillería para cubrir Caracollo y Calamarca.

## Muerte
A principios de 1814 Revuelta es designado comandante de Desaguadero al mando de 160 hombres y 13 cañones. Por aquella época, un informe a la Junta de Buenos Aires lo menciona como uno de los principales líderes realistas en el Alto Perú, su esposa María Josefa también fue mencionada como una dama de buenas costumbres y que no se había mostrado contraria a la revolución.
El 27 de agosto, Revuelta escribe alarmado al gobernador de La Paz ante su precaria situación. Habiendo participado de un consejo de guerra en Puno el 16 de agosto, acordó enviar armamento para que esta ciudad pueda defenderse del ataque de los revolucionarios cuzqueños, sin embargo, consideraba que dicho armamento estaría perdido con la caída de Puno y que solamente le quedan 70 fusiles para hacer frente al enemigo. Además en Desaguadero existían 114 prisioneros de guerra. El comandante pide que se le envíe ayuda para hacer frente a los rebeldes pero el gobernador responde el 30 de agosto que no puede enviar ningún tipo de socorro sin poner en riesgo la seguridad de la ciudad de La Paz.
Ante esta situación el 11 de septiembre los rebeldes del Cuzco llegan a Desaguadero y piden a la guarnición rendir el pueblo. Revuelta se niega y ordena a sus hombres resistir cualquier ataque, para el 13 de septiembre está claro que los hombres no piensan pelear con los rebeldes sino unirse a su causa. Ordena a su ayudante el capitán español Domingo Chirveches que clave todos los cañones para dejarlos inutilizados, pero éste no logró realizar la tarea ante el ataque de los revolucionarios.  
Existe el relato de un joven esclavo de 18 años en aquella época llamado José Manuel Santayana, propiedad de doña María Nicolasa Salamanca, que escapó de Arequipa porque su ama pensaba venderlo. Él huía hacia Copacabana donde vivía su madre pero fue atrapado al tratar de cruzar Desaguadero y fue puesto al servicio de Revuelta y según su relato fue uno de los hombres que lo ayudó a dejar el pueblo siendo herido en el proceso, fue hecho prisionero junto con 5 hombres que también resultaron heridos.  
Revuelta llega a La Paz en compañía de 14 fieles soldados,  es recibido por el gobernador de La Paz don Gregorio de Hoyos, marqués de Valdehoyos. Al enterarse de la situación, el gobernador ordena la defensa de la ciudad que contaba con 300 hombres y 4 cañones. Los rebeldes llegan a la ciudad el 22 de septiembre, armando su campamento en la zona de Munaypata donde colocaron una culebrina tomada en Desaguadero, otra culebrina la colocaron hacia la plaza de Santa Bárbara y un cañón en la zona de Agua de la Vida. Durante dos días los rebeldes cuzqueños lograron comunicarse con revolucionarios dentro de la ciudad a pesar del fuerte control que ejercían las fuerzas del gobernador.  
El 24 de septiembre los rebeldes atacan la ciudad, la defensa estaba bien organizada y al principio mantienen sus posiciones. Para las 3 de la tarde los revolucionarios dentro de la ciudad ayudan a los cuzqueños a vencer las barricadas en la zona de Santa Bárbara y avanzan por las calles hacia la plaza de armas. El gobernador y su gente se refugian en la catedral pero los rebeldes los sacan de ahí y son puesto bajo arresto en la casa de gobierno. Los rebeldes arrestan también a todo español que se encuentra en la ciudad llegando a apresar a más de 60 personas.
La situación no es clara, los rebeldes no saben cómo actuar con los arrestados. Era sabido que en Puno los cuzqueños habían asesinado a 16 españoles cuando tomaron la ciudad, pero en La Paz la cantidad de prisioneros les hacía temer represalias de los ciudadanos. 
Varios de los arrestados tenían familia o amigos entre los revolucionarios de La Paz. En el caso de Revuelta, su esposa María Josefa era tía de los revolucionarios Clemente Diez de Medina y Vicenta Juaristi Eguino a través de la familia Diez de Medina.
En esa incertidumbre ocurre un hecho trágico, el 28 de septiembre el edificio del cuartel de la ciudad estalla al incendiarse la pólvora que guardaba dentro. Varios de los rebeldes cuzqueños se habían alojado en el lugar y resultaron muertos.
La muchedumbre se reúne y cree que fue obra del gobernador y su gente, ingresan a la casa de gobierno y asesinan a Gregorio de Hoyos, degollándolo primero y acuchillando su cuerpo después. La misma suerte corren todos aquellos que habían sido hechos prisioneros. Don Joaquín Revuelta muere linchado por esta muchedumbre el 28 de septiembre de 1814, su cuerpo es rescatado y sepultado en el templo de Santo Domingo que quedaba en el mismo manzano donde estaba su casona en la ciudad de La Paz. Muchos años después, su cuerpo es trasladado a la hacienda Pirras, cerca de Chirca, por su nieta Dionicia Ugarte y enterrado allí el 15 de julio de 1860. 
La viuda de Joaquín Revuelta, doña María Josefa, sostuvo una grave enfermedad hacia 1819. En 1816 participó en la división de la hacienda Peri, donde recibió las tierras de Elena Baja, estas fueron cedidas a su hermano José Antonio en 1825. María Josefa murió en 1838 a los 78 años. Su antiguo cuñado, Juan Vicente Gómez Zapata, reclamaba el dinero que ella había heredado como viuda de su primer esposo y que, al no tener hijos de ese matrimonio, debía volver a la familia Gómez Zapata.

## Descendencia
Con su primera esposa María Manuela Díaz del Castillo y Sanjurjo tuvo una hija:
- María Manuela Joaquina Josefa Leonarda, nacida el 8 de noviembre de 1794, su madre murió poco después del parto. Se casó con Eugenio Pacheco en 1814 y tuvieron varios hijos: 5 varones llamados Pedro José, José Ancelmo (Bautizado por Fray Agustín Martí), Carlos (murió al año de nacer), Manuel José Protasio y Manuel Antonio (murió a los 7 meses de vida). También tuvieron 3 hijas llamadas María Manuela Joaquina, María Rosa y Jesús Felicidad. A pesar de que Joaquín Revuelta peleó en el bando realista durante la guerra de independencia, su hija Manuela asistió al que se considera el primer baile de independencia en la historia de Bolivia que se celebró el 7 de febrero de 1825 donde fue presentada a Antonio José de Sucre.

Con su segunda esposa María Josefa Díez de Medina y Calderón de la Barca tuvo un hijo:
- Felipe, nacido el 14 de mayo de 1798, se registró su matrimonio con Manuela Villarroel en Cochabamba hacia 1831 y tuvieron 7 hijos, dos varones de nombres Fructuoso y José María (bautizados en Cochabamba), y 5 mujeres de nombres Tomasa (bautizada en Chulumani), María Josefa, María Dámasa, Concepción y María Teresa (bautizadas en Cochabamba). Murió el 3 de julio de 1848 en Arani. Entre sus descendientes están Wálter Revuelta, diputado y prefecto de Cochabamba, Ramiro Revuelta, diputado por La Paz y Antonio Seleme, ministro y embajador.

También tuvo registrada una hija con la española Josefa Riveros, con quien nunca se casó:
- Lorenza, nacida el 10 de agosto de 1791 en la ciudad de Potosí. Se registró que vivía en Tomina en 1842.

Se conoce que tuvo una relación sentimental en Chulumani con Manuela Crespo Portillo, natural de Tarata, tuvieron un hijo:
- Pedro Nolasco, casado en 1823 con Catalina Murillo. Sin descendencia.[34]

En otros registros se conoce que fue padre de:
- María Feliciana, según el registro de bautismo fechado el 21 de febrero de 1808 la niña parecía tener 3 días de nacida y fue dejada en la puerta de la casa de Joaquín Revuelta. Él decidió adoptarla y puso como madrina de la niña a su hija Manuela, es probable que se haya tratado de una hija ilegítima del mismo Revuelta. María Feliciana se casó con Andrés Ugarte y tuvieron dos hijas, Dominga que murió siendo niña y Dionicia. Murió el 24 de octubre de 1833 en La Paz a los 25 años.

Existieron también varios esclavos de las haciendas de Joaquín Revuelta registrados con este apellido, como por ejemplo:
- Benito, esclavo de la hacienda Pirras. Se casó con la esclava Asencia con quien tuvieron una hija de nombre Gregoria, en el bautizo de esta niña el 11 de marzo de 1830 Benito figura con el apellido Pacheco pero en el registro de su muerte el 12 de septiembre de 1860 figura con el apellido Revuelta.
- Francisco, esclavo de Joaquín Revuelta, que se casó con Mariana Medina, esclava de María Josefa Diez de Medina. Ambos se casaron el 18 de abril de 1812. En su registro matrimonial se menciona que ambos esposos pertenecían a la nación Benguela, un antiguo reino que actualmente forma parte de Angola.
- Simón, un bebé de propiedad de Manuela Revuelta, murió el 6 de noviembre de 1845 a los 7 días de vida.
- Juana, una esclava de Joaquín Revuelta, registrada con el apellido de su amo en el bautizo de su hijo Cipriano el 30 de agosto de 1795, la madrina fue María Josefa Diez de Medina.
- Catalina, esclava de Joaquín Revuelta, registró a su hijo como Jacinto Revuelta el 12 de septiembre de 1799.
- Telésforo y María Antonia, ambos esclavos de Joaquín Revuelta, también registraron a su hijo como Tomás Revuelta el 17 de agosto de 1803.
- Marcelino, se casó con Josefa Bermúdez y tuvieron un hijo de nombre José Felipe en 1847. Se lo menciona como un hombre libre y ya no como un esclavo en aquella época.